# 欧李
欧李为蔷薇科李属的植物，为中国的特有植物，又稱鈣果、藲梨兒、歐李子、歐栗子。分布于中国大陆的内蒙古、黑龙江、河北、辽宁、山东、河南、吉林等地，生长于海拔100米至1,800米的地区，常生长在阳坡砂地或山地灌丛中。
种加名 humilis 意为“低矮的”。

## 别名
乌拉奈（辽宁） 酸丁（热河志）

## 外部連結
- 歐李 Ouli （页面存档备份，存于） 藥用植物圖像資料庫 (香港浸會大學中醫藥學院) （中文）（英文）
- 郁李仁 Yuliren （页面存档备份，存于） 中藥材圖像數據庫 (香港浸會大學中醫藥學院)